# Aldehuela de Jerte
Aldehuela de Jerte ist ein spanischer Ort und eine Gemeinde (municipio) mit 352 Einwohnern (Stand: 2024) in der Provinz Cáceres in der autonomen Gemeinschaft Extremadura.

## Lage und Klima
Aldehuela de Jerte liegt knapp 55 km (Fahrtstrecke) nordnordöstlich der Provinzhauptstadt Cáceres in einer Höhe von ca. 265 m am Río Jerte.

## Bevölkerungsentwicklung
| Jahr      | 1900 | 1950 | 1970 | 1981 | 1991 | 2001 | 2011 | 2021 |
| Einwohner | 169  | 261  | 520  | 475  | 403  | 385  | 370  | 372  |

## Wirtschaft
Die Landwirtschaft incl. der Viehzucht (ganadería) bildet die Wirtschaftsgrundlage der Gemeinde; infolgedessen haben sich einige kleinere verarbeitende Betriebe angesiedelt.

## Sehenswürdigkeiten

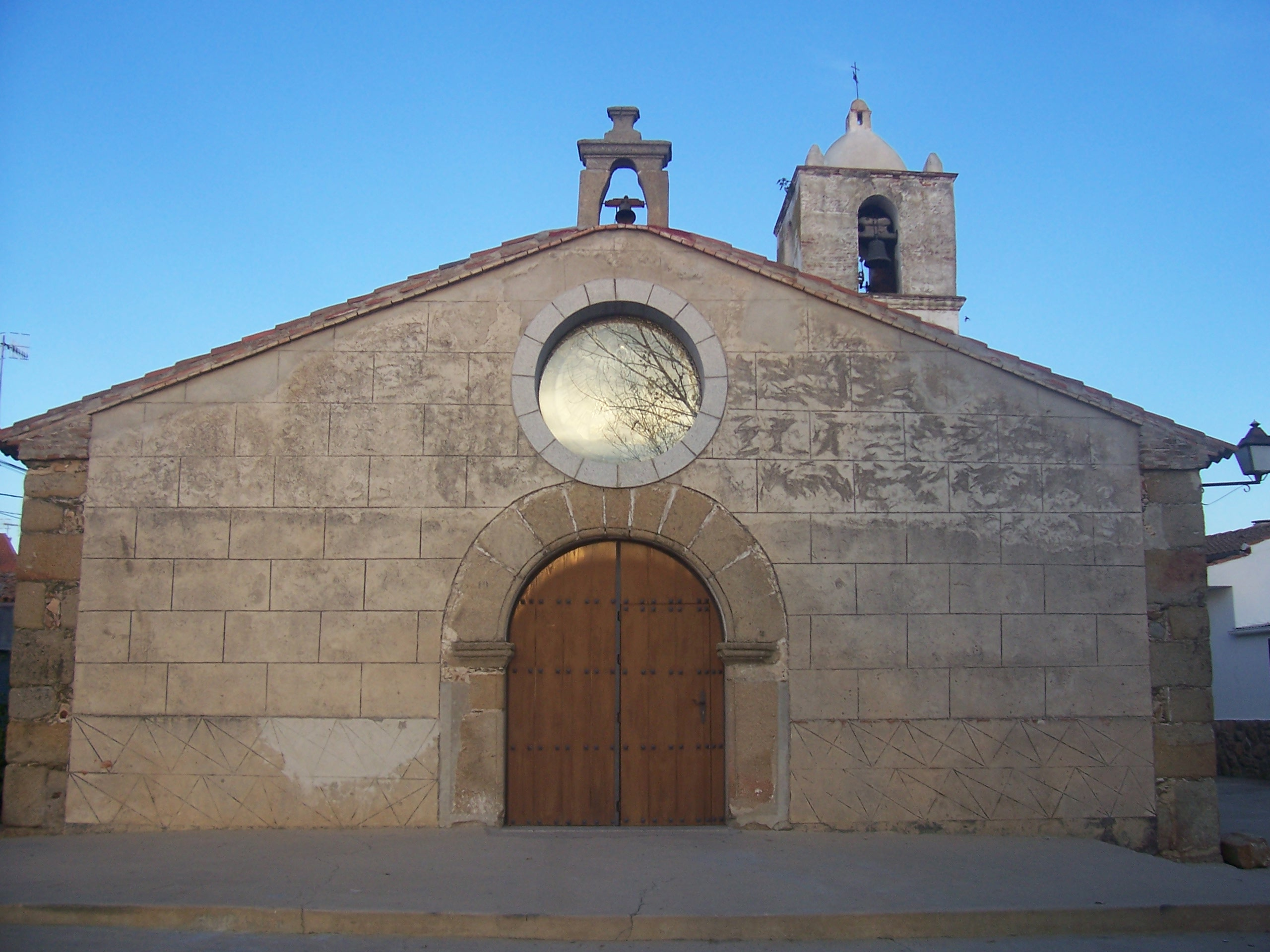
Blasiuskirche

- Blasiuskirche